# Грабовский, Амброзий
Амбро́зий Грабо́вский  (пол. Ambroży Grabowski, 7 декабря 1782 г., Кенты, Польша — 3 августа 1868 г., Краков, Польша) — польский историк, библиограф, археолог, антиквар, автор путеводителей по Кракову.

## Биография
Будучи самоучкой и работая в антикварном магазине, Амброзий Грабовский собирал редкие польские печатные издания, в результате чего он был знаком с известными историками Ежи Самуэлем Бандтке и Яном Павлом Вороничем, которые предложили ему заняться изучением истории Кракова, народными польскими обычаями. В 1824 году Амброзий Грабовский установил авторство главного алтаря Церкви Успения Пресвятой Богородицы в Кракове.
Амброзий Грабовский похоронен на мемориальном Раковицком кладбище в Кракове.

## Сочинения
Амброзий Грабовский издавал многочисленные путеводители по Кракову и книги, посвящённые польской истории. Наиболее значительными из них являются:
- «Historyczny opis miasta Krakowa i jego okolic» («Историческое описание города Кракова и его окрестностей») (первое издание — 1822 г.);
- «Starożytności historyczne polskie» («Польские историки античности») (1845 г.);
- «Dawne zabytki miasta Krakowa» («Старые памятники Кракова») (1850 г.);
- «O ikonografii polskiej» («О польской иконографии»)
- «Listy króla Władysława IV» («Письма короля Владислава IV»).

## Источник
- Коллекции Амброзия Грабовского/Научная Библиотека Польской Академии Искусств и Польской Академии Наук в Кракове / Biblioteka Naukowa Polskiej Akademii Umiejętności i Polskiej Akademii Nauk w Krakowie Архивная копия от 28 октября 2012 на Wayback Machine